# Бехтерева (деревня)
Бехтерева — деревня в Нязепетровском районе Челябинской области России. Входит в состав Кургинского сельского поселения. Находится на правом берегу реки Савалда, примерно в 17 км к западу-юго-западу (WSW) от районного центра, города Нязепетровск, на высоте 312 метров над уровнем моря.

## Население
По данным Всероссийской переписи, в 2010 году численность населения деревни составляла 100 человек (52 мужчины и 48 женщин).

## Улицы
Уличная сеть деревни состоит из 4 улиц.